# Даластаун (Пенсилванија)
Даластаун (енгл. Dallastown) град је у америчкој савезној држави Пенсилванија.

## Демографија
По попису из 2010. године број становника је 4.049, што је 38 (-0,9%) становника мање него 2000. године.
| Група             | 2000.         | 2010.         |
| Белци             | 3.923 (96,0%) | 3.718 (91,8%) |
| Афроамериканци    | 32 (0,8%)     | 104 (2,6%)    |
| Азијати           | 14 (0,3%)     | 6 (0,1%)      |
| Хиспаноамериканци | 73 (1,8%)     | 161 (4,0%)    |
| Укупно            | 4.087         | 4.049         |